# رابط مینی-دی‌آی‌ان
رابط مینی دی آی ان خانواده‌ای از رابط‌های چند پین (سنجاق داخل رابط) هستند که در بسیاری از موارد استفاده می‌شوند. رابط مینی دی آی ان بسیار شبیه به گونه قدیمی آن رابط دی‌آی‌ان است که هر دوی آنها از استانداردهای موسسه استاندارد آلمان هستند.